# U-Bahnhof Alvalade

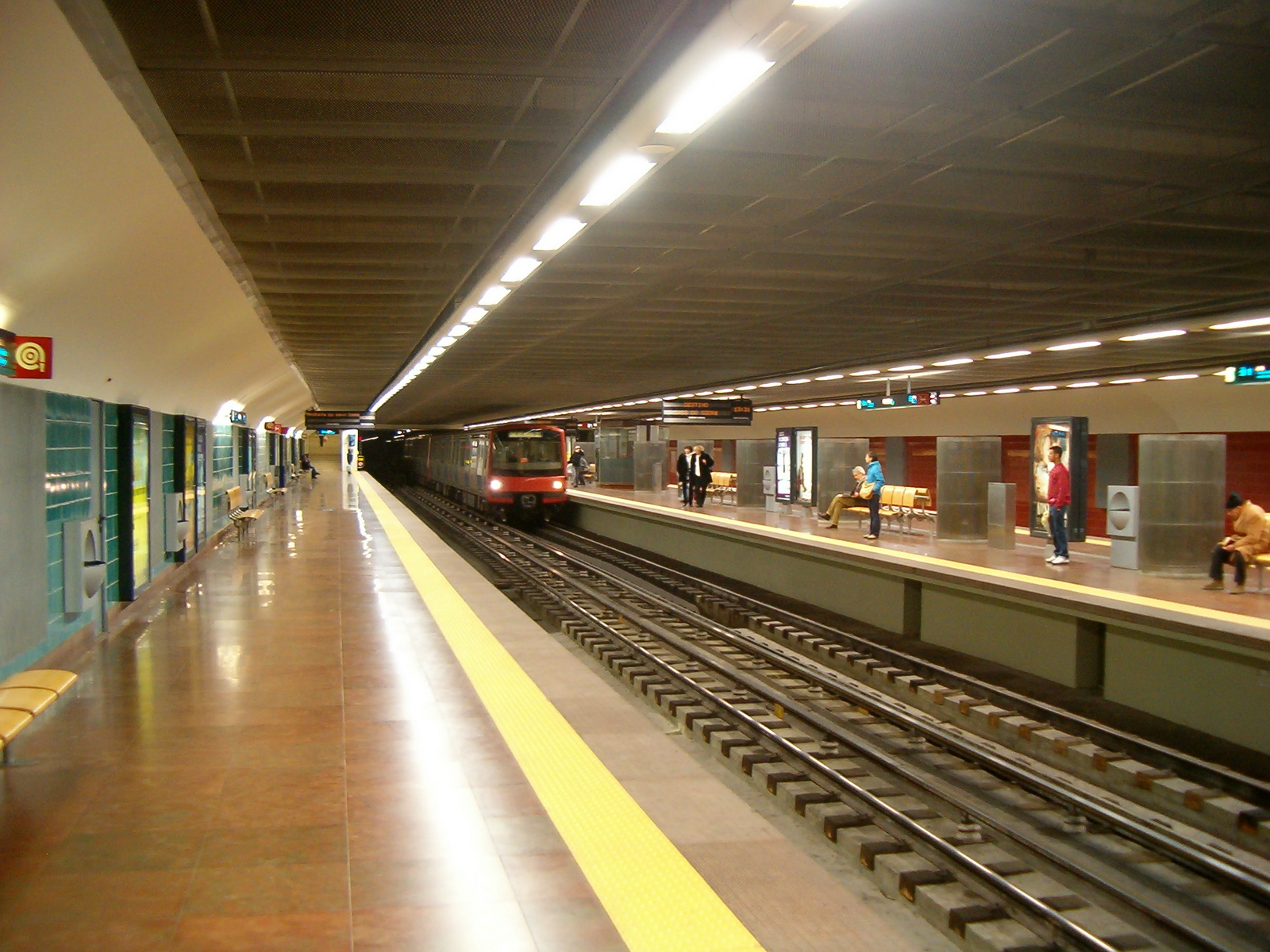
Im Lissabonner Metronetz eher selten zu sehen: rechts ein Mittelbahnsteig, links ein Seitenbahnsteig

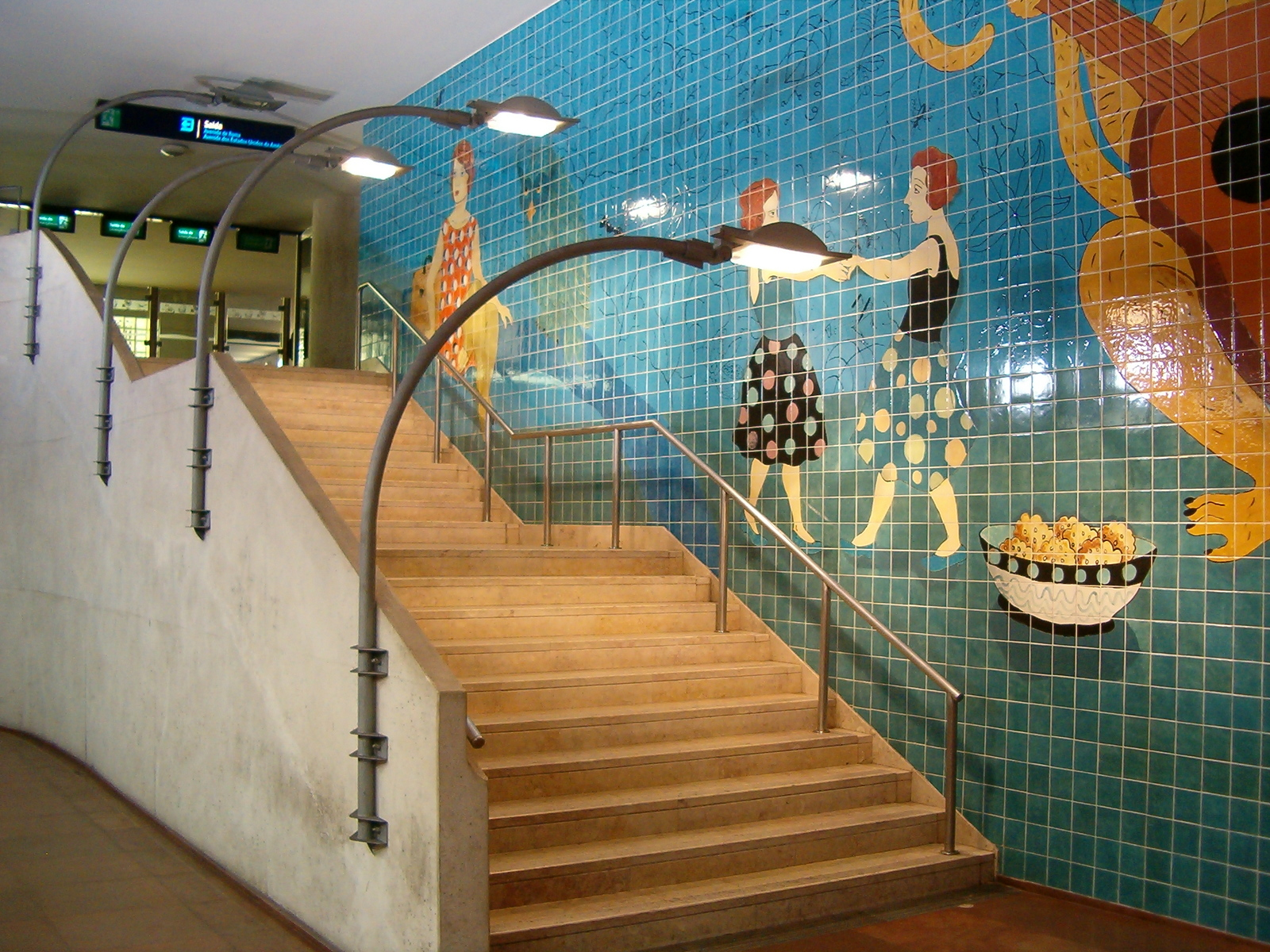
Treppenaufgang

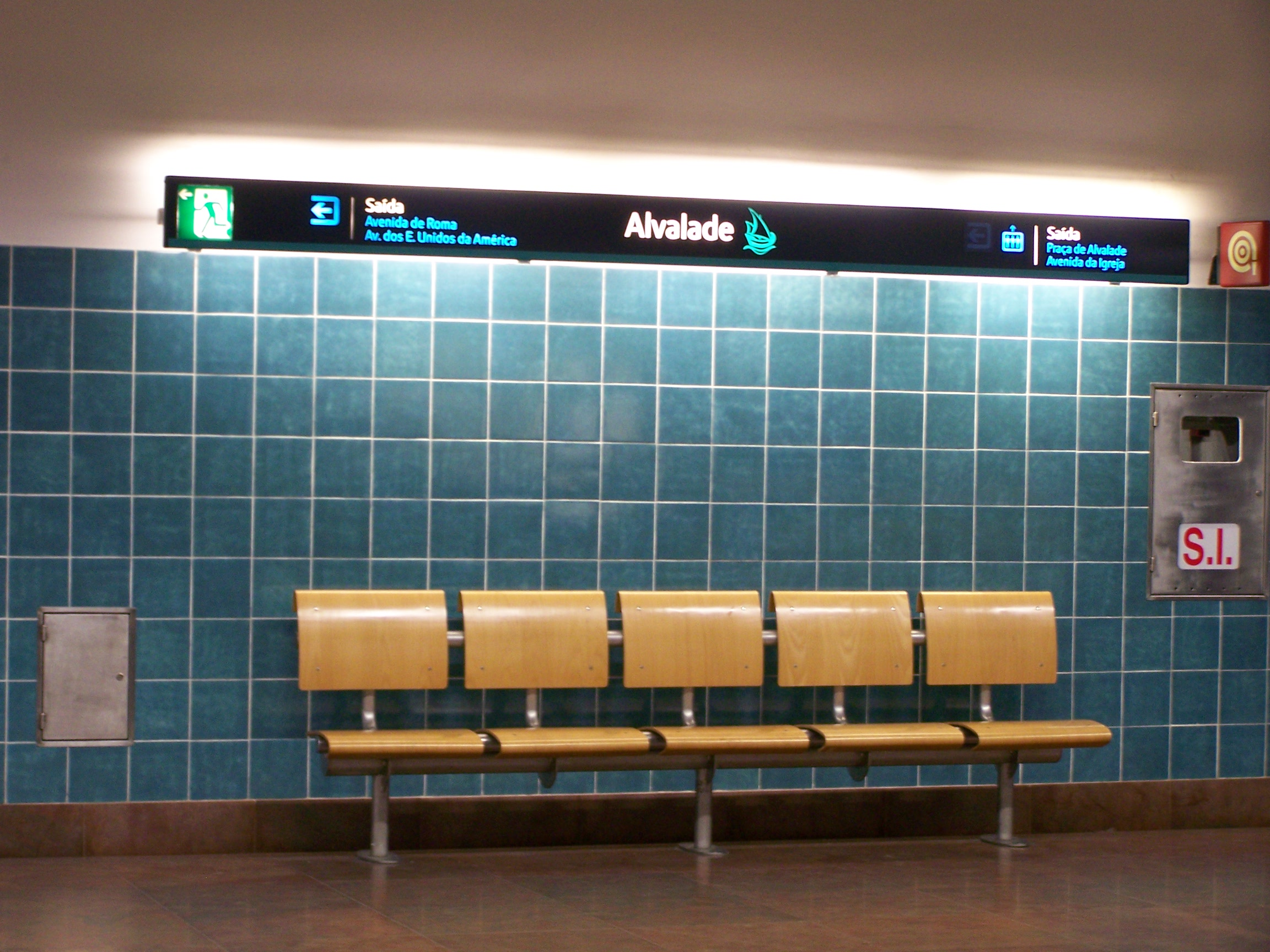
Moderne Sitzgruppe im Bahnhof Alvalade

Alvalade ist ein U-Bahnhof der Linha Verde der Metro Lissabon, des U-Bahn-Netzes der portugiesischen Hauptstadt. Der Bahnhof befindet sich in der Lissabonner Stadtgemeinde Alvalade unterhalb des Platzes Praça de Alvalade. Die Nachbarbahnhöfe sind Campo Grande und Roma. Der Bahnhof ging am 18. Juni 1972 in Betrieb.

## Geschichte
Die Eröffnung des U-Bahnhofes Alvalade im Zusammenhang mit dem Bau der Strecke Anjos–Alvalade stellte den Abschluss der sogenannten 2. Ausbaustufe des Lissabonner Metronetzes dar. Mit diesem war das Grundgerüst des Netzes bestehend aus einer Strecke mit zwei Abzweigen nach Sete Rios und Entre Campos innerhalb von dreizehn Jahren (1959 bis 1972) fertiggestellt. Gleichzeitig mit der Eröffnung der Strecke legte die Stadtverwaltung beziehungsweise die Carris die parallel laufende Straßenbahnstrecke still.
Die Eröffnung des Bahnhofes Alvalade fand am 18. Juni 1972 statt. Der Bahnhof beruht auf einem Entwurf des portugiesischen Architekten Dinis Gomes, der für diesen anstatt der üblichen zwei Seitenbahnsteige einen Mittelbahnsteig sowie einen Seitenbahnsteig entworfen hatte, da dieser zu diesem Zeitpunkt langfristig als Endpunkt konzipiert war. Bezüglich der Länge der Bahnsteige besann man sich auf die bisherigen Erfahrungen und baute diese von Beginn an mit einer Länge von 70 Metern und damit für Vier-Wagen-Züge geeignet. Die künstlerische Ausgestaltung übernahm auch bei diesem Bahnhof Maria Keil, die für nahezu alle ersten Lissabonner Metrobahnhöfe zuständig war. Für Alvalade wählte sie verschiedene Lilienmotive mit weißen und violetten Farben auf braunem Grund aus, die sie auf die bewährten Azulejos bannte.
Für 21 Jahre blieb Alvalade auch Endstation des Lissabonner Metronetzes im Nordosten. Erst durch den verabschiedeten Expansionsplan der Metro Lissabon im Jahr 1990 (Plano de Expansão da Rede 1999) stand fest, dass dies nicht lange so bleiben würde. Bereits 1993 verlängerte die Metropolitano de Lisboa, EP die Strecke von Alvalade um eine Station bis zum großen Verkehrsknoten Campo Grande, wo unter anderem auch die neue Betriebswerkstatt Calvanas entstand.
Zwischen 1995 und 1998 entstand durch die Trennung der Linienäste Colégio Militar/Luz–Restauradores und Campo Grande–Rossio die blaue (Linha Azul) und die grüne Linie (Linha Verde). Somit übernahm die grüne Linie den Verkehr auf der Strecke Campo Grande–Alvalade–Rossio beziehungsweise ab 1998 bis Baixa-Chiado und Cais do Sodré.
Während nahezu alle anderen 40 Meter langen Bahnsteige der Metro Lissabon in den siebziger und achtziger Jahren auf 105 Meter verlängert wurden, blieb es bei Bahnhöfen auf der Strecke zwischen Alvalade und Rossio zunächst bei den bisherigen 70 Metern. Mit den zunehmenden Fahrgastzahlen und auch um die Fußballbegeisterten besser zum neu eröffneten Stadion des Fußballvereins Sporting Lissabon beim Bahnhof Campo Grande bringen zu können, beschloss die Betreibergesellschaft die Bahnsteige der Bahnhöfe entlang der Linha Verde im Zusammenhang mit einer Generalsanierung auf 105 Meter zu verlängern, um auch dort Sechs-Wagen-Züge einsetzen zu können. Die Sanierung des Bahnhofes Alvalade fand 2007/2008 statt, wobei neben der Bahnsteigverlängerung und der Sanierung allgemein auch die Bahnsteigwände neu gestaltet wurden. Die Künstlerin Bela Silva wählte für die Umgestaltung die Themen Tiere und Frauen und brachte zahlreiche Affen, Eulen und verschiedene weibliche Figuren an die Bahnsteigwände. Im Zusammenhang mit der Sanierung erhielt der Bahnhof auch drei Aufzüge, jeweils von den beiden Bahnsteigen zum Mittelgeschoss sowie vom Mittelgeschoss zur Straßenebene.

## Verlauf
Am U-Bahnhof bestehen Umsteigemöglichkeiten zu den Buslinien der Carris.
| Linie | Verlauf |
| ----- | --- |
|       | Telheiras – Campo Grande – Alvalade – Roma – Areeiro – Alameda – Arroios – Anjos – Intendente – Martim Moniz – Rossio – Baixa-Chiado – Cais do Sodré |